# 小笠原長直
小笠原 長直（おがさわら ながなお）は、室町時代の武士。石見国邑智郡河本郷（現在の島根県邑智郡川本町）の温湯城を本拠とする国人・石見小笠原氏の第8代当主。

## 生涯
石見小笠原氏第7代当主・小笠原長性の嫡男として生まれ、家督を相続する前は石見国邑智郡都賀に住した。
嘉吉3年（1443年）2月4日に父・長性が死去し、その後を継いだ。
寛正2年（1461年）11月13日に死去。嫡男の長弘が後を継いだ。